# Pont-de-l'Étoile
Pont-de-l'Étoile est un hameau des Bouches-du-Rhône dépendant de la commune de Roquevaire.
Les habitants sont appelés les Estelopontaints ou les Estelipontaints.

## Géographie
Pont-de-l'Étoile est situé à une altitude de 152 m. Le village, situé en aval de Roquevaire, est également traversé par l'Huveaune.
Il accueille le  péage de Pont de l'Étoile, péage terminal de l'autoroute A52 reliant Aix-en-Provence et Nice à Aubagne.

## Histoire
De 1868 à 1939, Pont-de-l'Étoile est desservi une gare situé sur la ligne d'Aubagne à La Barque.

## Arts et littérature
Danielle Jacqui, qui est à l’initiative du Festival international d'art singulier, vit à Pont de l'Étoile dans « La maison de celle qui peint ».

## Galerie de photographies

Pont-de-l'Étoile
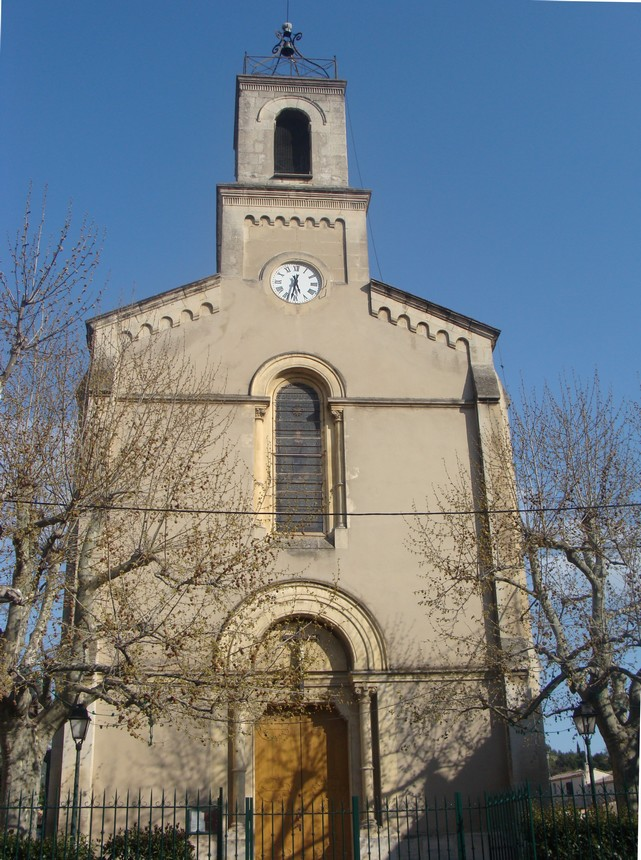
L'église de Pont-de-l'Étoile.
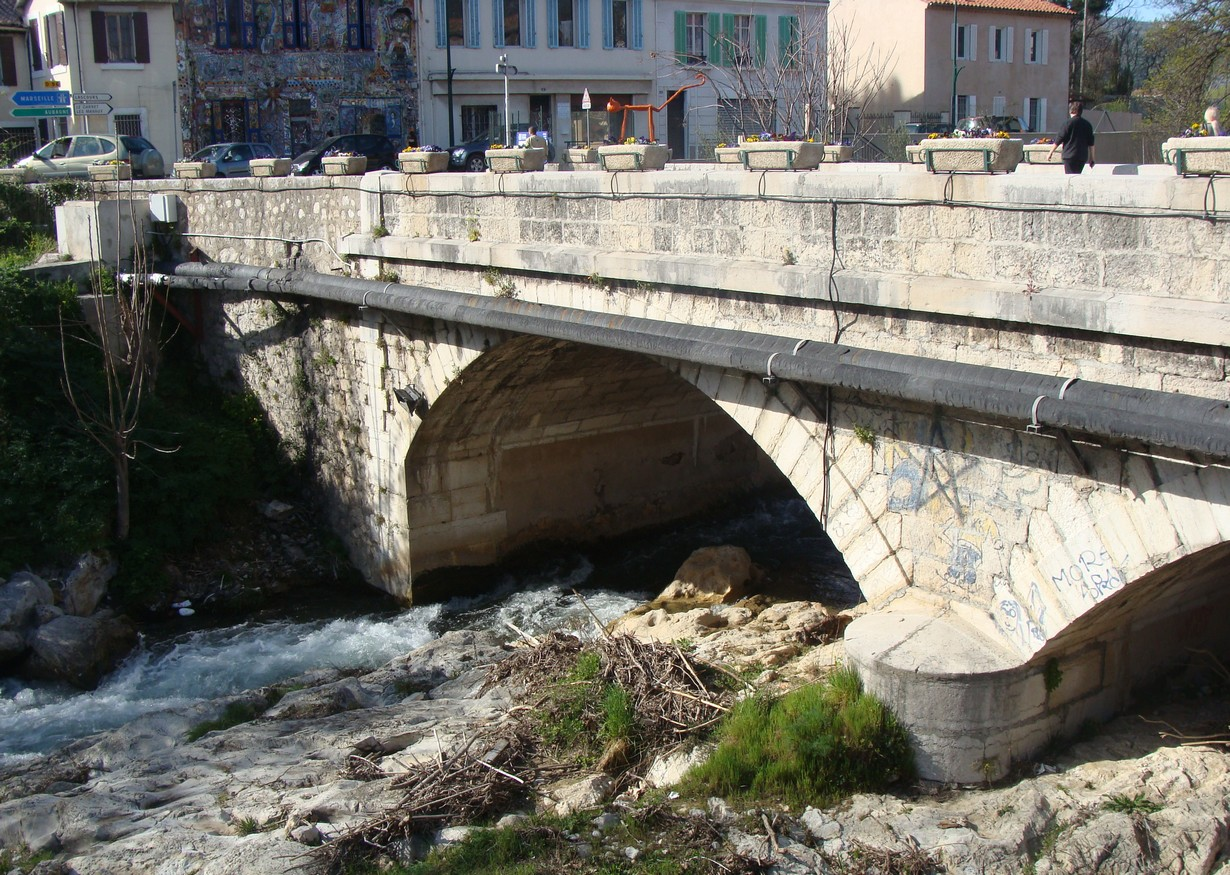
Le pont sur l'Huveaune.
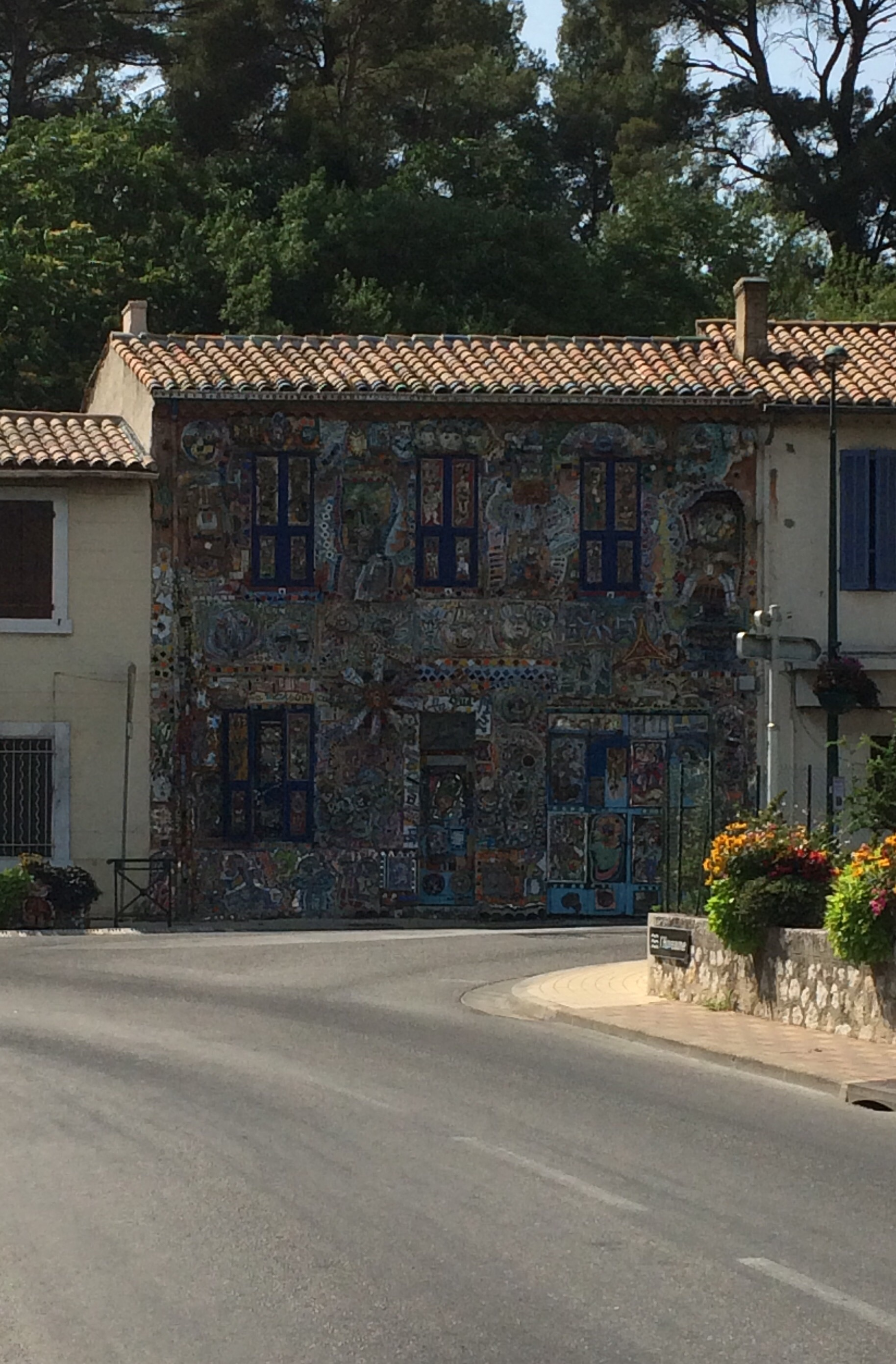
La maison de celle qui peint.
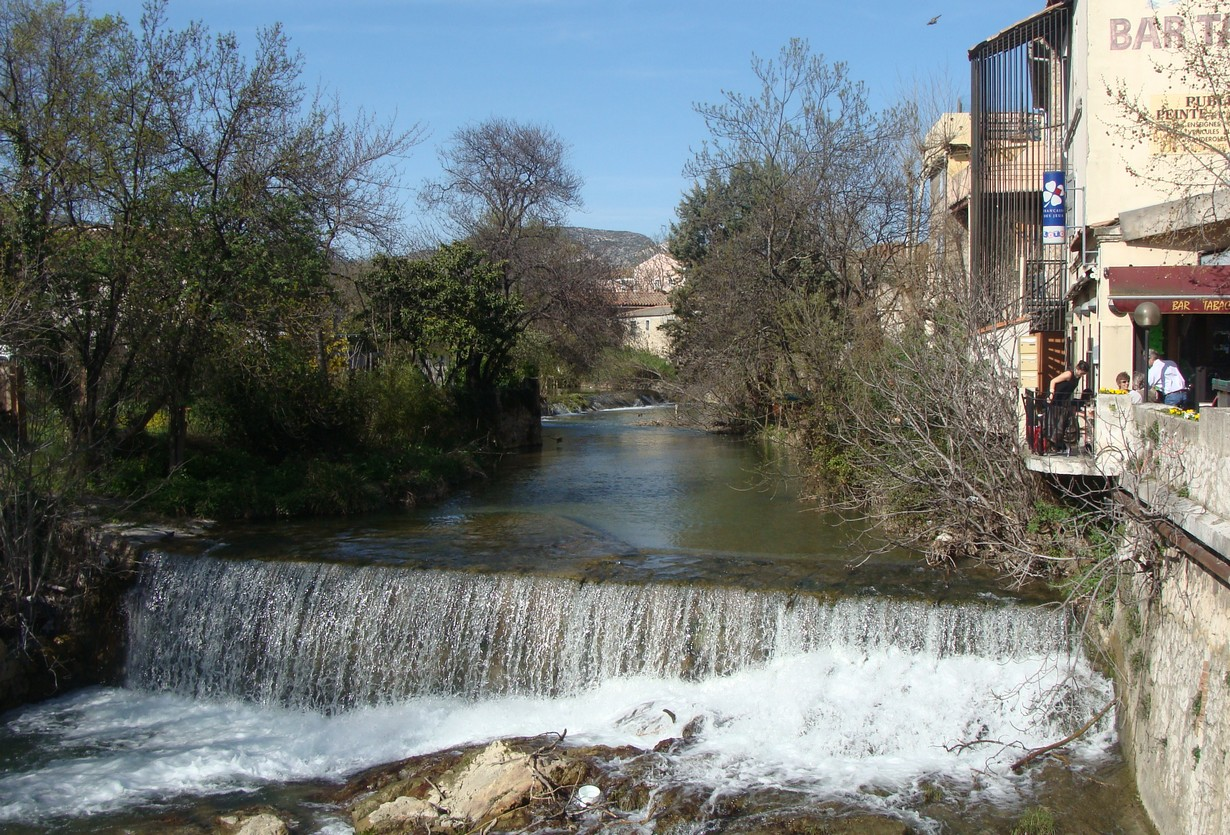
L'Huveaune à Pont-de-l'Étoile.
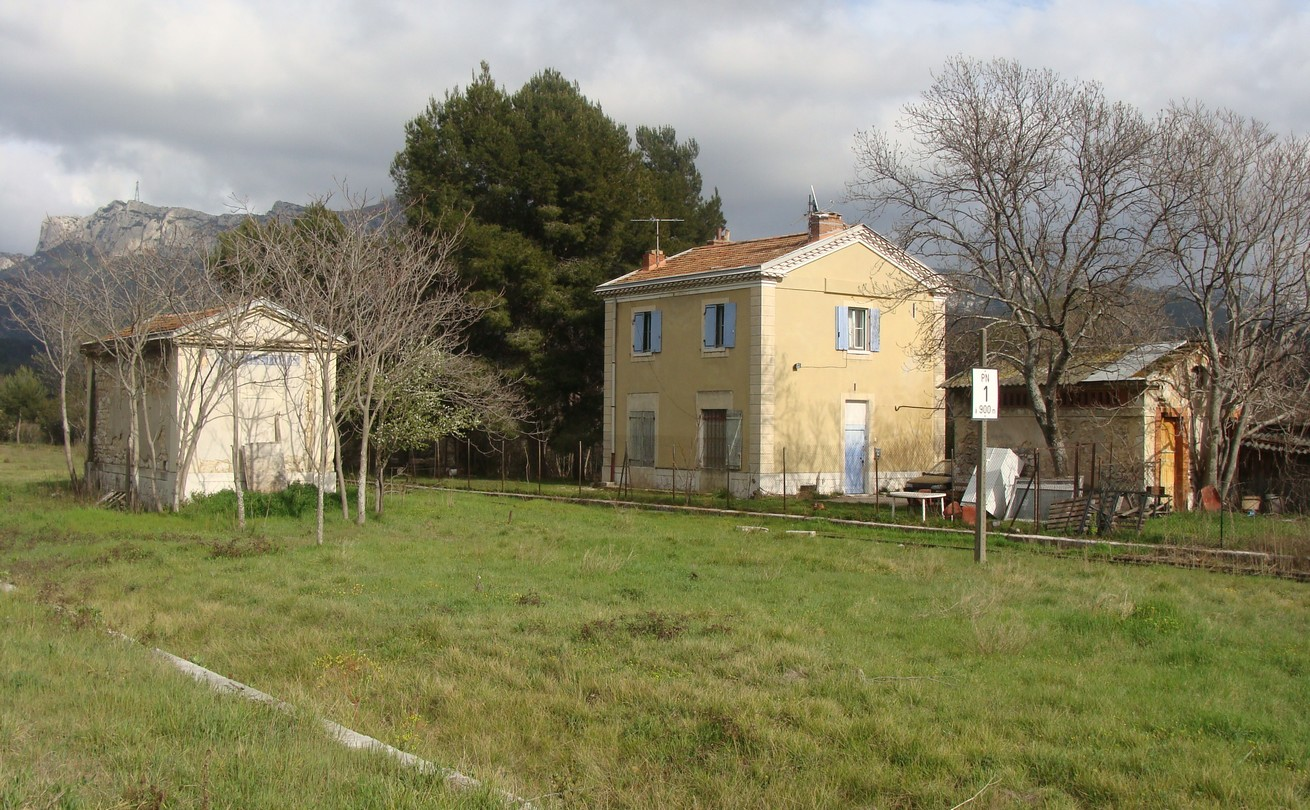
L'ancienne gare.